# پردازش اطلاعات
به طور کلّی، پردازش اطلاعات عبارت است از فرایند کسب، ثبت، سازماندهی، بازیابی، نمایش و انتشار اطلاعات. در سال های اخیر، این اصطلاح اغلب به طور خاص برای عملیات مبتنی بر رایانه به کار رفته است. پردازش اطلاعات، مفهومی چندوجهیست و موضوعِ موردِ مطالعه در شاخه های مختلف علمی همچون فلسفه، زبان شناسی، فیزیک، ززیست شناسی، علوم اطلاعات و رایانه، مهندسی، ارتباطات و علوم اجتماعی کاربردهایی دارد.

## تاریخچه

##### ابزارهای محاسبۀ ابتدایی
چرتکه

## تعاریف و مفاهیم مرتبط

##### مختصری دربارۀاطلاعات
مفهوم اطلاعات و کاربرد آن در روزمره و در علم و انواعِ اطلاعات، آنالوگ و دیجیتال.

## ارجاعات
1. ↑  Britannica, 1st paragraph.
2. ↑  Brittanica, 3rd paragraph.

## برای مطالعۀ بیشتر
Evolution of Information Processing Systems: An Interdisciplinary Approach for a New Understanding of Nature and Society. Germany, Springer Berlin Heidelberg, 2012.
https://link.springer.com/chapter/10.1007/978-3-642-77211-5_1
"Information Processing: Historical Perspectives ." Encyclopedia of Business and Finance, 2nd ed.. . Encyclopedia.com. 29 Jul. 2024 <https://www.encyclopedia.com>.
Information processing theory in psychology. "verywellmind, 7503601
Information processing (psychology)." Wikipedia, The Free Encyclopedia. Wikipedia, The Free Encyclopedia, 30 Jun. 2024. Web. 3 Aug. 2024
https://study.com/academy/lesson/what-is-information-processing-definition-stages.html
https://www.researchgate.net/publication/273895669_The_History_of_Information_Processing
https://www.simplypsychology.org/information-processing.html